# Maria José das Neves

Maria das Neves como "Srª Rosa" n' O Pátio das Cantigas, ao lado de Vasco Santana.

Maria José das Neves, popularmente conhecida como Maria das Neves, (Porto, 7 de Dezembro de 1895 / Lisboa, 1 de Janeiro de 1981) foi uma actriz portuguesa, vedeta do teatro de revista português da década de 1930, sendo sobretudo lembrada pelo seu desempenho no filme português "O Pátio das Cantigas", de 1942.

## Biografia
Maria das Neves nasceu no Porto em 1895, estreando-se em 1913 na revista "Apolo Revista". Veio depois para Lisboa, onde se tornou rapidamente em primeira figura de revistas, devido à sua personalidade gracejadora e aparência robusta e sadia.
Casada com o empresário Lopo Lauer, começou a actuar à frente da sua companhia, tendo sido ela a criadora da celebre canção "O Cochicho" na revista "Pim, Pam, Pum" no Teatro Maria Vitória, mais tarde celebrizada por Beatriz Costa, e que através desta ficou conhecida. 
Juntamente com o marido, inaugurou o novo edifício do Teatro Éden, que Lopo Lauer dirigiu, com a opereta "Bocage" em 1937.
Retirou-se do teatro no auge da fama, em 1941, após fazer a revista "Desgarrada", no Teatro Maria Vitória.
Apesar da carreira de vedeta do teatro de revista português, Maria das Neves é sobretudo lembrada pelo seu papel do filme português de 1942, O Pátio das Cantigas, interpretando a célebre Srª Rosa, florista na Praça da Figueira, portuguesa dos quatro costados. Mãe de uma filha que chega do Brasil - interpretada por Maria da Graça - com o coração disputado pelos rivais Narciso (Vasco Santana) e Evaristo (António Silva), a "Srª Rosa" constituiu-se, nas palavras do crítico Jorge Leitão de Ramos, como "a mais consensual de todos os habitantes do Pátio do Evaristo".
| “                                | No Pátio do Evaristo, morava a Srª Rosa, que tinha dois pretendentes: O Narciso, que bebia para afogar suas mágoas, e o Evaristo droguista, pessoa de génio agreste (...) | ” |
| — Narrador, O Pátio das Cantigas | |   |

À data da sua morte, em 1980, Maria das Neves tinha uma filha, dois netos e duas bisnetas.